# プロトン・ウィラ
ウィラ (WIRA)は、プロトンが製造販売していた自動車である。

## 概要
2世代前の三菱・ランサー/三菱・ミラージュをベースとしたサガの上級版としてセダンタイプの「ウィラ サルーン」の販売を開始。4代目ランサーをベースとし、差別化を図るため、ヘッドライトとバンパーは4代目ミラージュのものが、テールライトは4代目エテルナのものがそれぞれ採用され、ダッシュボードのデザインも変更された。また、フロントグリルもオリジナルのものが採用された。
翌1993年には、5ドアハッチバックセダンの「ウィラ エアロバック」の販売が開始された。また、同年にはイギリスに4ドアセダンと5ドアハッチバックセダンがプロトン・ペルソナとして輸出が開始された。
エンジンは、当初、直列4気筒 1.3L SOHC 8バルブ 4G13型エンジン、1.5L SOHC 12バルブ 4G15型エンジン、1.6L SOHC 16バルブ 4G92型エンジンを搭載し、F5M21 5速マニュアルトランスミッションまたはF3A21 3速オートマチックトランスミッションが組み合わせられた。1.6Lエンジン搭載車にはF4A22 4速オートマチックトランスミッションが組み合わせられる。
ランサー/ミラージュがモデルチェンジされた1995年には、フェイスリフトが施され、新設計のフロントグリルが採用され、テールライトの形状も変更された。同時に、リアのウインカーもクリア化された。また、直列4気筒 1.3LエンジンがSOHC12バルブの4G13型に変更された。また、同年イギリスでは同社のサトリアがペルソナコンパクト、プトラがペルソナクーペとして販売開始された。
さらに翌1996年には、プロトンのAPRCまたは、WRC参戦用のホモロゲーションモデルとして、直列4気筒 1.8L 16バルブ DOHC 4G93型エンジンを搭載し、フロントスポイラーやランエボ1、2用のリアスポイラー、momo製ステアリング、RECARO製シートが装着された、EXiが数量限定生産された。プロトン車としては初めてのDOHCエンジン搭載車となった。同時に、2L SOHC 4D68型ディーゼルエンジンも追加されたが、2008年の税制改正によって廃止されている。なお、このディーゼルエンジン搭載モデルは、プロトン車唯一のディーゼルエンジン搭載モデルとなる。また、1990年代後半と2000年代中頃にもマイナーチェンジが行われ、フロントグリル、バンパー、内装などが変更された。
2004年にはハッチバックモデルの後継車のGen-2が、2007年8月にはGen-2をベースとするセダンで、セダンモデルの後継車と目されるペルソナが発売されたが、ウィラの販売は継続されている。
2005年には、イランのザグロス・コドロ社がイラン市場向けに、ウィラのノックダウン生産を開始した。

## 車名
「WIRA (ウィラ)」は、サンスクリットで「英雄」を意味する。